# Na Rodona
|  | Per a altres significats, vegeu «Rodona (desambiguació)». |

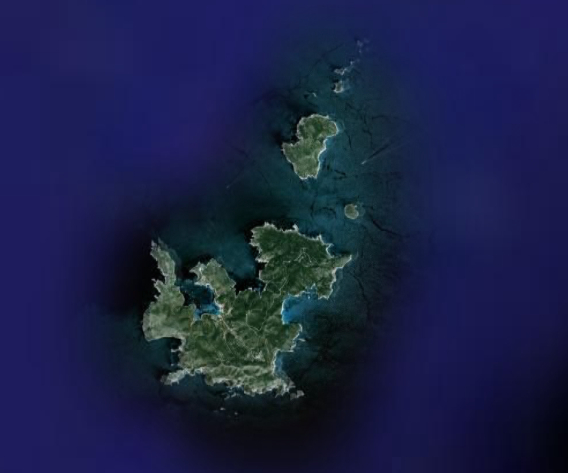
Na Rodona, illot circular petit situat a la part superior dreta de l'illa major

Na Rodona (també Na Redona) és un illot de forma circular de l'arxipèlag de Cabrera situat just al nord de l'illa major, Cabrera.Té una superfície d'1,07 km². Forma part del parc nacional.